# Marcus Steinhart
Marcus Steinhart (* 1976 in Glauchau) ist ein deutscher Politiker (CDU). Seit 2022 ist er Oberbürgermeister der Stadt Glauchau in Sachsen.

## Leben
Steinhart wuchs in Glauchau auf. Nach dem Abitur und Zivildienst absolvierte er eine Ausbildung zum Krankenpfleger. Nach seiner Ausbildung arbeitete er acht Jahre lang im Rudolf Virchow Klinikum Glauchau. Steinhart studierte parallel dazu Erziehungswissenschaften, Soziologie und Rechtswissenschaften an der Fernuniversität Hagen. Von 2008 bis zur Wahl als Bürgermeister war er Fachbereichsleiter für öffentliche Sicherheit, Ordnung und Soziale Angelegenheiten bei der Stadt Glauchau. Anfang 2023 schloss er ein Masterstudium im Präventionsmanagement an der Technischen Universität Chemnitz ab.
Seit 2017 ist er Gastdozent an der staatlichen Studienakademie Breitenbrunn. 
Steinhart ist verheiratet und hat drei Kinder.

## Politik
Von 1999 bis 2008 war Steinhart im Glauchauer Stadtrat für die CDU. Bei der Bürgermeisterwahl 2022 wurde er mit 57 % zum Oberbürgermeister von Glauchau gewählt.

## Kritik
Überregionale Aufmerksamkeit bekam Steinhart im September 2022, als bekannt wurde, dass er im August 2022 einem Mitschüler seines Sohnes eine Ohrfeige verpasste. Dieser soll zuvor vom Mitschüler monatelang gemobbt worden sein. Steinhart wurde vom Amtsgericht Hohenstein-Ernstthal zu einer Geldstrafe von 10.500 € verurteilt.